# Acourtia grandifolia
Acourtia grandifolia là một loài thực vật có hoa trong họ Cúc. Loài này được (S.Watson) Reveal & R.M.King mô tả khoa học đầu tiên năm 1973.